# George V (metropolitana di Parigi)
George V è una stazione della linea 1 della metropolitana di Parigi.

## Storia
Originariamente chiamata Alma, a causa della vicina omonima strada che onora la battaglia dell'Alma, la stazione cambia denominazione nel 1920, quando il governo francese decide di intitolarla a Giorgio V del Regno Unito per gli aiuti forniti durante la prima guerra mondiale.